# 乌姆豪森
乌姆豪森是奥地利蒂罗尔州伊姆斯特县的一个市镇。总面积137.4平方公里，总人口2913人，人口密度21.2人/平方公里（2005年）。